# Монтестрюк-сюр-Жер
Монтестрю́к-сюр-Жер (фр. Montestruc-sur-Gers) — коммуна во Франции, находится в регионе Юг — Пиренеи. Департамент — Жер. Входит в состав кантона Флёранс. Округ коммуны — Кондом.
Код INSEE коммуны — 32286.

## География

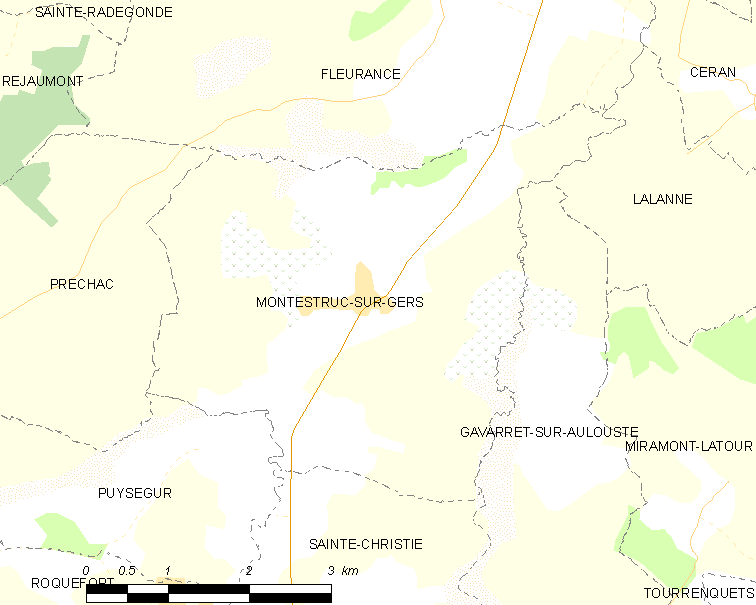
Карта коммуны

Коммуна расположена приблизительно в 580 км к югу от Парижа, в 70 км западнее Тулузы, в 17 км к северу от Оша.
По территории коммуны протекает река Жер.

## Климат
Климат умеренно-океанический. Лето жаркое и немного дождливое, температура часто превышает 35 °С. Зимой часто бывает отрицательная температура и ночные заморозки. Годовое количество осадков — 700—900 мм.

## Население
Население коммуны на 2010 год составляло 707 человек.
| 1962 | 1968 | 1975 | 1982 | 1990 | 1999 | 2010 |
| ---- | ---- | ---- | ---- | ---- | ---- | ---- |
| 500  | 563  | 568  | 541  | 608  | 598  | 707  |

## Администрация
| Период | Период | Фамилия       | Партия | Примечания |
| ------ | ------ | ------------- | ------ | ---------- |
| 2001   | 2008   | Жан Ребей     |        |            |
| 2008   | 2014   | Мишель Барнаб |        |            |
| 2014   | 2020   | Жанин Савоне  |        |            |

## Экономика
В 2010 году среди 434 человек трудоспособного возраста (15-64 лет) 334 были экономически активными, 100 — неактивными (показатель активности — 77,0 %, в 1999 году было 73,1 %). Из 334 активных жителей работали 296 человек (147 мужчин и 149 женщин), безработных было 38 (17 мужчин и 21 женщина). Среди 100 неактивных 27 человек были учениками или студентами, 49 — пенсионерами, 24 были неактивными по другим причинам.